# Super Wi-Fi
Super Wi-Fi is een term gekozen door de Federal Communications Commission van de Verenigde Staten voor een draadloos netwerkprotocol voor lange afstanden. Het doel van Super Wi-Fi is dat het in plaats van het normale wifibereik van 100 m tot wel 80 kilometers ver kan gaan.

## Realisatie
Dit wordt gerealiseerd door enkel de frequenties te veranderen van 2,4 GHz (normale wifihotspot) naar 470 MHz tot 700 MHz (televisieband), en hierin de zogeheten "witte ruimte" te gebruiken die niet wordt benut door DVB-T.

## Stand van zaken 2011
Tot op heden zijn er alleen nog maar proeven geweest in samenwerking met Microsoft (software-/antenne-installaties) en Nokia/Samsung (telefoons/USB-sticks/routers met Super Wi-Fi). De testen zouden goed verlopen zijn; snelheden tot 23 Mbps zijn behaald.